# Jevgenij Dolmatovskij
Jevgenij Dolmatovskij (ryska: Евгений Долматовский), född 22 maj 1915, död 10 september 1994, var en sovjetisk/rysk poet mest känd som författare av texter till massånger. Flera av hans patriotiska verk har tonsatts av Dmitrij Sjostakovitj.
Asteroiden 3661 Dolmatovskij är uppkallad efter honom.